# Franz Friedrich (Schauspieler)
Franz Friedrich (* 24. Jänner 1940 in Graz; † 23. November 2018 in Graz) war ein österreichischer Schauspieler.

## Leben
Nach der Schauspielausbildung in Graz folgten Engagements in Bonn, Wien, Bregenz, Wuppertal, Biel/Solothurn. 1977 kehrte er in seine Heimatstadt zurück und war bis 2005 festes Ensemblemitglied am Schauspielhaus Graz. Er verkörperte Rollen wie den Dorfrichter Adam (Der zerbrochne Krug), Restl (Lady und Schneider), Sancho Pansa (Der Mann von La Mancha), Fritz Beermann (Moral), Martin Luther (Martin Luther & Thomas Münzer oder die Einführung der Buchhaltung), Pfrim (Höllenangst), Zauberkönig (Geschichten aus dem Wienerwald), Peachum (Dreigroschenoper), Titelrolle in George Dandin, Der Herr Karl, K. u. k. Scharfrichter Josef Lang.
Friedrich hatte Gastverträge an den Städtischen Bühnen Münster, Opernhaus Graz, Theater in der Josefstadt Wien, Stadttheater Klagenfurt, wirkte bei den Festivals Steirischer Herbst, Wiener Festwochen, Festival Athen mit, trat bei den Festspielen Stockerau, Burgspiele Andernach/Rhein, Industriefestspiele Wetzlar, Wenkenhof-Spiele Basel-Riehen, SchlossSpiele Kobersdorf, Raimund-Festspiele Gutenstein, Luisenburg-Festspiele  Wunsiedel, Burgfestspiele Mayen auf. Er spielte auf Tourneen in Österreich, Deutschland und Schweiz. Neben seiner Tätigkeit am Schauspielhaus Graz trat er im Kabarett „Die Gal(l)eristen“ auf und war Mitbegründer der „Kleinen Bühne im Landhauskeller“.
Er wirkte in Spielfilmen und Fernsehproduktionen mit, war Sprecher in Hörspielen, gestaltete Rundfunksendungen, schrieb Kabaretttexte. Jahrelang gehörte er dem Kabarettensemble Die Grazbürsten an.

## Filmografie (Auswahl)
- 1981: Das grüne Herzflattern
- 1982: Waldheimat
- 1982: Alfred auf Reisen
- 1983: In Zeiten wie diesen
- 1984: Seifenblasen
- 1984: Jahrmarkt
- 1984: ...beschloss ich Politiker zu werden
- 1985: Herrenhofsaga
- 1987: Die seltsame Geschichte der Clowns
- 1988: Des Himmels irdische Kinder
- 1988: Geschichten aus Österreich
- 1992: Die Leute von St. Benedikt
- 1997: Black Flamingos
- 1999: Geboren in Absurdistan
- 2001: Die älteste Wienerin
- 2005: Die Villen der Frau Hürsch
- 2005: Bruderliebe
- 2010: Vier Frauen und ein Todesfall (Fernsehserie, 1 Folge)
- 2013: Polt